# パワードコム
株式会社パワードコム (POWEREDCOM, Inc.) は、かつて存在した日本の大手電気通信事業者。俗に言う「電力系」の事業者（電力系通信事業者）であり、東京電力グループに属した。
現在の楽天コミュニケーションズならびにKDDIの系譜である。

## 概要

### TTNet時代
前身は1986年設立の東京通信ネットワーク株式会社（Tokyo Telecommunication Network Co., Inc. 通称: TTNet）。設立当初は東京電力・三井物産・三菱商事・日産自動車の4社が大株主だった（ただし、正確には日産自動車の資本参加は1987年の第二次増資から）。その後日産自動車が経営危機に陥ったため、1999年に住友商事が日産自動車の持株分を買い取り大株主となった。
設立当初は企業向けの専用線サービスや東京電力の関連会社向けの直収電話サービスを手がけていたが、1998年1月に「市内通話3分9円」が売り文句の中継電話『東京電話』を開始し、本格的に一般家庭向けのサービスに進出。その後インターネットサービスプロバイダとして『東京電話インターネット』を展開するなど業容を拡大した。当時は『寺内貫太郎一家』の主要キャスト（小林亜星、加藤治子、西城秀樹、浅田美代子、樹木希林等）が演じるCMがシリーズ化しており、東京電話インターネットのCMでは、西城がヒット曲の『YOUNG MAN (Y.M.C.A.)』の替え歌を披露していた。
またこの頃、当時の国際電信電話（KDD）との合併が水面下で検討されており、実際に合併を前提としてKDDから数十人規模の社員がTTNetに出向したこともあったが、結局KDDは日本高速通信の吸収合併を経て、2000年に第二電電・日本移動通信（トヨタ自動車と電力会社が株主）と合併することとなったため、TTNetとの合併話は立ち消えとなった（出向した社員の大半はそのままTTNetに転籍した）。
1999年3月には、主要株主が共通で当時経営不振に陥っていたPHS事業者のアステル東京を、同社の大株主であった日本テレコム（当時JR系）が出資より撤退した事によって持株分を譲受し、4月1日付で吸収合併（事実上の救済合併）した。これにより、従来のアステル東京はNTT公衆回線を利用していたが、段階的に自社（TTNet）網へ移行し、苦しい経営環境の中でインフラコストの低減に成功した。

### パワードコム誕生
TTNetには、電力会社の子会社という関係からサービス提供エリアが関東地方と静岡県東部に限られるといった制約があり、特に企業向けサービスの提供において他社との競争上見劣りするという問題が存在した。ただこれは同社に限らず電力系通信事業者に共通する悩みであったため、将来的に全国の電力系通信事業者を1社に統合し、NTTや日本テレコム・KDDI等と対抗できる勢力となることをもくろみ、1999年に電力会社の共同出資で株式会社PNJコミュニケーションズが設立された。
2001年には統合の第一段階として、同社がTTNet・中部テレコミュニケーション（CTC）・大阪メディアポート（OMP）の3社から法人向けデータ通信部門の営業譲渡を受け、同時に社名を株式会社パワードコムに変更した。これによりTTNetは個人向けサービス全般および法人向け電話サービスを受け持つ会社となった。当初の計画ではこれ以外の電力系通信事業者からも順次営業譲渡を受け、パワードコムは法人向け専門に全国をカバーする電気通信事業者となる予定だった。

### 経営統合、再建を目指す
しかし電気通信市場の競争激化、技術革新は急速に進み、「パワードコムがフロントを受け持ち電力系地域会社がインフラを受け持つ」という分業体制を維持するよりも、「首都圏をエリアにもつTTNetがまずパワードコムと一体となって支えるべき」という考えのもと、2003年4月にパワードコムとTTNetが合併した。このとき、CTCとOMPも一緒に合併するという構想もあったが、結局は日の目を見なかった。TTNetはパワードコムと合併するための条件整備の一環として、2002年8月に不振のPHS事業を鷹山（現・YOZAN）に売却した。
こうして誕生した新生パワードコムは、「法人データ通信サービス」「電話サービス」「インターネット接続サービス」をそれぞれが独立採算をとって経営できるよう、2004年7月から、「法人向けサービス」はパワードコム本体が、「電話サービス」は買収したフュージョン・コミュニケーションズが、「インターネット接続サービス」は同じく買収したドリーム・トレイン・インターネットが行うこととした。
さらに、抜本的な財務改革として、「固定資産の減損処理」「減資による累損一掃」「東京電力を中心とする電力10社による増資」を2004年9月に実施した。
こうした構造改革に先立ち、2004年4月に、日本IBM出身でSAPジャパン、i2テクノロジーズで社長を歴任した中根滋を初めて外部から社長として迎え入れ経営陣の刷新を行い、経営再建を目指すこととなった。

### 経営再建後、KDDIに吸収
新社長を迎えたパワードコムは、2004年度下期単体決算で経常利益55億円（売上高利益率10%）と劇的なV字回復を果たし、続く2005年度上期単体決算でも経常利益40億円（売上高利益率8%）と好調を持続させた。連結最終損益も2005年度上期に黒字転換を果たした。
こうして経営再建を果たしたかのように見えたパワードコムであったが、皮肉にも再建が契機となって、東京電力が通信事業からの撤退を視野にKDDIと協議を開始し、2006年1月1日、KDDIに吸収合併され、KDDI法人向けサービスに統合された。

## 沿革

### 旧TTNet
- 1986年
  - 3月7日 - 東京通信ネットワーク株式会社（TTNet）設立
  - 8月8日 - 第一種電気通信事業許可を取得
  - 11月1日 - 専用線サービス開始
- 1988年5月1日 - 直収電話サービス開始
- 1991年4月1日 - TTNet→NTTへの電話接続（関東圏のみ）が可能に
- 1996年10月1日 - TTNet→NTTへの電話接続範囲が全国に拡大
- 1997年4月1日 - ISDNサービス開始
- 1998年1月7日 - 「東京電話」サービス開始[1]
- 1999年4月1日 - 株式会社アステル東京と合併
- 2000年
  - 5月20日 - PHSサービスの名称を「東京電話アステル」に改称
  - 6月26日 - データセンター子会社として、東京電力らと共同で株式会社アット東京を設立
- 2001年10月1日 - 企業向けデータ通信部門をパワードコムに継承
- 2002年
  - 7月25日 - 三菱電機からドリーム・トレイン・インターネット（DTI）株式の30%を取得
  - 8月1日 - PHS事業（東京電話アステル）を株式会社鷹山（現・YOZAN）へ譲渡
- 2003年2月4日 - ドリーム・トレイン・インターネット株を公開買付により追加取得、株式の75.96%を取得し子会社化

### パワードコム（旧法人）
- 1996年10月1日 - TTNet、中部テレコミュニケーション（CTC）、大阪メディアポート（OMP、現・オプテージ）の3社による「地域連係専用サービス」を開始
- 1997年4月1日 - 「地域連係専用サービス」のエリアが沖縄を除く全国に拡大（1998年5月に沖縄にも拡大）
- 1998年1月16日 - 「地域連係サービス」の販売会社として株式会社パワーネッツ設立
- 1999年11月11日 - 株式会社PNJコミュニケーションズ設立[2]
- 2001年
  - 4月20日 - PNJコミュニケーションズ、パワーネッツを子会社化
  - 10月1日 - PNJコミュニケーションズがTTNet、CTC、OMPの企業向けデータ通信部門を継承。同時に株式会社パワードコムへ社名変更

### パワードコム（新法人）
- 2003年
  - 4月1日 - TTNetを存続会社として（旧）パワードコムを吸収合併、同時にTTNetが（新）パワードコムへ社名変更
  - 11月1日 - フュージョン・コミュニケーションズに出資
- 2004年
  - 7月1日 - ドリーム・トレイン・インターネットおよびフュージョン・コミュニケーションズと事業統合。「Powered Internet」事業をDTIへ、「東京電話」事業をフュージョンへ譲渡
  - 8月25日 - 大京の持つファミリーネット・ジャパン株式をテプコシステムズと共同で取得、同社を子会社化
- 2005年
  - 10月13日 - KDDIとの経営統合を発表。DTI、フュージョン等子会社については東京電力または第三者へ売却し、KDDIへの統合は行わない。
  - 11月8日 - 子会社については東京電力が買い取ることが決定。東京電力により引き続き譲渡先を検討する予定。
  - 12月31日 - ドリーム・トレイン・インターネット、フュージョン・コミュニケーションズおよびファミリーネット・ジャパン、アット東京株式を東京電力に譲渡。
- 2006年1月1日 - KDDIを存続会社として被合併、解散[3]。

## 他の通信事業との関係
TTNetおよびパワードコムは、一般に「東京電力グループの通信事業における中核会社」と見られていたが、実際は以下のようにTTNetおよびパワードコムとの関係が希薄なものも多く、その位置づけは微妙であった。
- アステル東京は設立当初PHS基地局と交換局との間を結ぶ回線にNTTのISDN回線を利用する「NTT依存型」の網構成を取っており、TTNetとの関係はさほど濃くなかった。当時のTTNetはISDNサービスを行っておらず、また電話交換機等の設備も不足していたため、PHSバックボーン用の回線を提供することが困難であったことがその原因である。TTNetとの合併後は、既にTTNetがISDNサービスを開始していたことに加え、「東京電話」用に大幅に電話交換機等の設備を増強した後であったため、独自網への移行が進められた。
- スピードネット設立に至る過程ではTTNet関係者は一切抜きで交渉が進められたため、当時のTTNet首脳は記者発表当日朝の新聞報道を見て初めて同プロジェクトの存在を知ったと言われている。またその後も通信網構築の過程で、TTNetの設備が利用できる局面でもスピードネットが独自に設備構築を行い、結果として設備が重複するケースが見られた。
- TEPCOひかりは、東京電力グループ内での事業分担を考えれば本来パワードコムが提供すべきサービスであったが、実際には東京電力が直接サービスを提供していた。ただしこれについては「TEPCOひかりの提供にあたって必要になる莫大な設備投資を東京電力本体が負担する」目的があったとも言われており、一概にパワードコムを無視したわけではない。
- 2002年には、当時経営難に陥っていたインターネットイニシアティブ（IIJ）グループと東京電力との間で業務提携に関する話し合いが行われていたが（結局交渉は決裂している）、上記のように当時のTTNetはISP事業においてDTIとの提携（後に子会社化）を実施しており、東京電力とTTNetの間で思惑が異なる状況が見られた。